# Paradorydium menalus
Paradorydium menalus är en insektsart som beskrevs av George Willis Kirkaldy 1906. Paradorydium menalus ingår i släktet Paradorydium och familjen dvärgstritar. Inga underarter finns listade i Catalogue of Life.